# Bernadette Graf
Bernadette Graf (* 25. Juni 1992 in Innsbruck) ist eine ehemalige österreichische Judoka. Sie trägt den 3. Dan. Sie kämpfte für das Judozentrum Innsbruck.

## Werdegang
Bernadette Graf begann ihre Karriere beim Judozentrum Innsbruck im Alter von sechs Jahren und konnte bereits im Nachwuchs einige Österreichische Meistertitel erringen. 2011 dominierte sie die Juniorenklasse bis 70 kg und gewann sowohl bei der Junioren-Europameisterschaft wie auch bei der Junioren-Weltmeisterschaft jeweils die Goldmedaille. 
Auf Grund dieses erfolgreichen Jahres kürte sie die Europäische Judo-Union zur Promising female judoka 2011. 2012 siegte sie zum ersten Mal in der Allgemeinen Klasse bei einem Weltcupturnier.
2013 erreichte sich bei der Europameisterschaft den dritten Rang und konnte diesen Erfolg 2014 in Montpellier wiederholen. Im Jahr 2016 nahm sie in Rio de Janeiro an den XXXI. Olympischen Sommerspielen teil und belegte den fünften Platz. 
Sie trainierte als Leistungssportlerin im Österreichischen Heeressportverband, ihr Dienstgrad ist Korporal. Bei den European Open 2017 in Bukarest feierte sie nach einer verletzungsbedingten Pause ihr Comeback in der Gewichtsklasse bis 78 kg.
Für die Eröffnungsfeier der Europaspiele 2019 in Minsk wurde sie als Fahnenträgerin der Österreichischen Delegation ausgewählt.
Im April 2021 holte sich die 28-Jährige bei der Judo-EM in Lissabon in der Kategorie bis 78 kg die Bronzemedaille. 
Bei den Olympischen Spielen in Tokio schied Graf im Achtelfinale gegen die Französin Madeleine Malonga aus.
Im Mai 2023 schloss Graf gemeinsam mit Sabrina Filzmoser die Grundausbildung bei der österreichischen Polizei ab und am 17. Mai 2023 gab Graf auf Instagram das Ende ihrer sportlichen Karriere bekannt.

## Erfolge (Auswahl)
Folgende Erfolge konnte Graf jeweils in der Gewichtsklasse -70 kg erreichen.:
- 1. Rang Grand Prix Astana 2014
- 3. Rang European Championships Montpellier 2014
- 3. Rang European Championships Budapest 2013
- 1. Rang World Cup San Salvador 2012[15][16]
- 1. Rang World Junior Championships U20 Kapstadt 2011
- 1. Rang European U20 Championships Lommel 2011
- 2. Rang PJC World Cup Miami 2012
- 2. Rang European U20 Championships Samokov 2010
- 3. Rang Europameisterschaft Budapest 2013
- 3. Rang IJF Grand Prix Samsun 2013
- 3. Rang World Cup Istanbul 2012
- 3. Rang Finnish Open Vantaa 2010
- 3. Rang European U20 Championships Jerewan 2009
- 3. Rang European Cadet Championships U17 Sarajevo 2008
- 5 × Staatsmeister
- 11 × Österreichischer Meister (Cadet, Junior, U23)

## Auszeichnungen
- „Promising female judoka“ (2011) durch die Europäische Judo-Union[6]
- „Military Sports Award“ (2012): Newcomer[17]